# Vetter Szilvia
Vetter Szilvia (Budapest, 1983. augusztus 6. –) az Állatorvostudományi Egyetem Állatvédelmi Központjának vezetője, a Közös ügyünk az állatvédelem Alapítvány kuratóriumi elnöke, a Nemzeti Állatvédelmi Tanács tagja. Magyar író, állami kommunikációs szakember, állatvédelmi jogi kutató, oktató. Állatvédelmi és jogpszichológiai szakjogász, valamint a Gazdálkodás- és Szervezéstudományok doktora. Rendszeres meghívott állatvédelmi szakértő az országos médiában. 2020-ban az Magyarországi Szóvivők Országos Egyesülete a „Szavak Embere 2020” díjjal tüntette ki. 2018-ban A. I. Willis művésznéven megjelent „Victoria” című regénye, 2020-ban pedig az „Anya, ugye megtarthatom?” című mesekönyve a felelős állattartásról.

## Élete, munkássága

### Tanulmányai
A Városmajori Gimnáziumban szerzett érettségit (2002) követően jogászként végzett az Eötvös Loránd Tudomány Egyetem Állam- és Jogtudományi karán (2010), illetve évfolyamelsőként fejezte be a Budapesti Kommunikációs Főiskola nemzetközi kommunikáció szakát, ahol közgazdász szakcsoportba tartozó diplomát kapott (2007). Doktori fokozatát a gödöllői Szent István Egyetemen szerezte (2020).  2023-ban egyik alapítója és végzős hallgatója volt a Miskolci Egyetem Állam- és Jogtudományi Kar és az Állatorvostudományi Egyetem Állatvédelmi Központja - az országban első ízben induló - állatvédelmi szakjogászképzésének. Végzett jogpszichológiai szakjogász (2023).

### Állami kommunikációs tevékenysége
2010-től először sajtóreferensként, majd sajtófőnök-helyettesként, végül sajtófőnökként dolgozott a Nemzetgazdasági Minisztériumban. Szülési szabadságát követően, 2014 és 2016 között a Magyar Turizmus Zrt. társasági kommunikációs vezetője volt, majd a Caramell Premium Resort kommunikációs igazgatójaként az időszak egyik legnagyobb uniós turisztikai beruházásának kommunikációs bevezetését koordinálta. 2017 és 2019 között az Alkotmánybíróság sajtófőnöke volt.

### Írói tevékenysége
A. I. Willis művésznéven 2018-ban megjelentette regényét, a Victoriát a Papirusz Book Kiadó gondozásában. A Szunyoghy Viktória festőművész alkotásaival illusztrált pszichothriller sajtóbemutatóján elhangzott: „A végzet asszonyának és a rabul ejtett férfinak tabukat és határokat átlépő „csatája” kortól és nemtől függetlenül mindannyiunkhoz szól… Az illúzióknak az a szerencsétlen természete, hogy előbb-utóbb szertefoszlanak: a kérdés az, mindez mikor és milyen hevességgel következik be, és a következmények mennyire pusztítóak.” A regényt David Autere (Demkó Attila), a Máglyatűz szerzője ezekkel a szavakkal ajánlotta: „az ember, a férfi szeretne Victoria, a Valkűr izzó tüzében elégni”. Czigány Ildikó írónő, az ország első utasszállító pilótanője így ír a regényről: „Létezésünk ördögien ragyogó kalandjáról szól ez a történet… Vagy inkább a szerelemről, mely egyszerre repít égbe és taszít pokolba”. Kiss József drámaíró, színházrendező így méltatta a Victoriát: „Magával ragadó. Lehetetlenül és letehetetlenül izgalmas. Egy távoli, jókedvű, korlátlan nagy szellem védnöki szárnyai alatt.”
„Kultúrával az állatvédelemért!” jelszó alatt a szerző minden, 2019 májusáig eladott kötet után 1000 forintot állatvédelmi célokra fordított. A kezdeményezés szakmai partnere a Kutyabarát.hu, a jótékonyság kedvezményezettjei pedig a Noé Állatotthon Alapítvány és a KoA Társállatotthon Alapítvány voltak. Az akció célja az volt, hogy precedenst teremtsen: egy könyvvel, festménnyel, bármilyen művészeti alkotással is lehet segíteni a rászorulókon.
2020 novemberében megjelent 7-11 éves gyerekeknek szóló mesekönyve  „Anya! Ugye, megtarthatom?” címmel, a Katica-Könyv-Műhely gondozásában. A felelős állattartásról szóló mese segít a szülőknek eldönteni azt, hogy mikor érik meg egy gyerek arra, hogy egy állat gondos gazdája legyen, és az állatvédelem alapfogalmait ismerteti meg a gyerekekkel.

## Művei
- Anya! Ugye, megtarthatom? Katica-Könyv-Műhely. ISBN 9786155697449 (2020)
- Victoria (A. I. Willis). Papirusz Book Kiadó. ISBN 9789639263826 (2018)

A Boldogságbúvárok nevű blogoldal alapító bloggere.

### Állatvédelmi tevékenysége
2016-tól az Állatorvostudományi Egyetem Törvényszéki Állatorvostani és Gazdaságtudományi Tanszékének munkatársa, az Egyetemen magyarul, angolul és németül oktat állatvédelmet, állatvédelmi jogot. Kutatási területe az állatvédelem jogi és kommunikációs aspektusai, 2009 óta a témában folyamatosan publikál, hazai és nemzetközi tudományos folyóiratok szerzője, konferenciák előadója. Az Állatorvostudományi Egyetemen első ízben szervezett 2019-ben szakmai napot az állatkínzás és az emberek elleni erőszak összefüggéseiről. Tizenöt ország állatkínzást szankcionáló büntetőjogi szabályait hasonlította össze doktori értekezésében, és létrehozta a világ első állatkínzás-ellenes büntetőjogi indexét (Állatkínzás-ellenes Büntetőjogi Index, Anti-Cruelty Criminal Index, ACCI).
2021-től az újonnan megalapított Állatorvostudományi Egyetem Állatvédelmi Jogi, Elemző- és Módszertani Központ vezetője. A Központ egy olyan oktató- és kutatócentrum, amelynek feladata, hogy multidiszciplináris szemlélettel tudományos hátteret biztosítson az állatvédelem elméletének és gyakorlatának. Nem csupán az állatorvosképzésben biztosítja a korszerű állatvédelmi ismeretek átadását, hanem a nem állatorvos szakembereknek, civileknek is szervez képzéseket, szakmai napokat. A Központ mellett működik az Állatvédelem gyerekeknek szerkesztősége is. 
Szintén 2021-től az újonnan alakult Nemzeti Állatvédelmi Tanács szavazati joggal bíró tagja az Állatorvostudományi Egyetem képviseletében.
2023-tól a Közös ügyünk az állatvédelem Alapítvány kuratóriumi elnöke. A Közös ügyünk az állatvédelem Alapítvány létrehozásáról szóló 2022. évi XXXIV. törvény alapján az igazságügyi miniszter által létrehozott közhasznú alapítvány feladata az állatvédelem fejlesztésével és népszerűsítésével kapcsolatos feladatok hatékony ellátásának támogatása, az állattartás felelősségének tudatosítása, állatvédelmi szakmai konferenciák koordinálása, állatvédelemmel kapcsolatos országos kommunikációs és érzékenyítő kampányok, illetve állatvédelmi pályázatok lebonyolítása és felügyelete, az állatvédelem fontosságának a tudatosítása és továbbadása a fiatal generációk számára, az állatvédelem népszerűsítését célzó tudományos és oktatási tevékenység ösztönzése, képzési programok kidolgozása és koordinálása, állatvédelemmel foglalkozó civil szervezetek és gazdálkodó szervezetek támogatása, együttműködésük ösztönzése, valamint a nemzetközi jó gyakorlatok adaptálási lehetőségeinek feltérképezése a hazai állattartási kultúra fejlesztése érdekében.

### Díjai, elismerései
2020-ban a Magyarországi Szóvivők Országos Egyesülete a „Szavak Embere 2020” díjjal tüntette ki, amely a legnagyobb kommunikációs-szóvivői szakmai elismerés Magyarországon.